# 静安嘉里中心
静安嘉里中心（英語：Jing An Kerry Centre）是位于中國上海市静安区的集办公，零售和餐饮为一体的综合商务楼群，由嘉里集团开发，KPF建筑事务所设计，地址是南京西路1515号。总占地45万平方米，其中零售8.6万平方米，办公区域15.2万平方米。
嘉里中心共计三栋大楼，分两期开发。一期开发于1994－1998年，含一栋高度为132.8米、地面30层、地下2层的大楼，即嘉里中心一座。二期开发于2009－2013年，含两栋大楼，其中二座高度为260米，三座高度为197.8米，分别有58和43层。
上海静安香格里拉大酒店位于三座的30－58层，总面积1.8万平方米，地下停车场13.6万平方米，有1,340个车位。
根据中国购物中心等级评价标准2019年评定为国家五星购物中心。
截止2020年底，静安嘉里中心的二座为上海第24高大楼，三座为第77高大楼。